# Harrison Birtwistle
Sir Harrison Birtwistle (Accrington, 15 juli 1934 – Mere, 18 april 2022) was een Britse componist.

## Biografie
Birtwistle studeerde klarinet en compositie aan het Royal Northern College of Music, waar zijn studiegenoten onder meer de componisten Peter Maxwell Davies en Alexander Goehr en de pianist John Ogdon waren. In 1965 verkocht Birtwistle zijn klarinetten en wijdde hij al zijn tijd aan compositie.
Birtwistle's composities, variërend van kamermuziek tot grootschalige opera, kregen prominente uitvoeringen in onder meer de Royal Opera House, de English National Opera, de Deutsche Staatsoper in Berlijn, de BBC Proms in Londen en het Chicago Symphony Orchestra.
Hij werd in 1988 in de adelstand verheven en mocht zich sindsdien Sir Harrison laten noemen. In 1995 ontving Birtwistle de Ernst von Siemens Muziekprijs. Hij werd in 2001 een van de 65 leden van de Order of Companions of Honour.
Harrison Birtwistle overleed thuis op 87-jarige leeftijd.

## Composities (selectie)
Orkestwerken
- The Triumph of Time (1971)
- Earth Dances (1986)

Opera
- Punch and Judy (1967)
- The Mask of Orpheus (1984, 1987 bekroond met de Grawemeyer Award)
- Gawain (1990)
- Die zweite Mrs. Kong (1994)
- The Last Supper (2000)

Overig werk
- Refrains and Choruses (Blaasquintett, 1957)
- Harrison's Clocks (Stuk voor piano, 1998)